# Paschalis M. Kitromilides

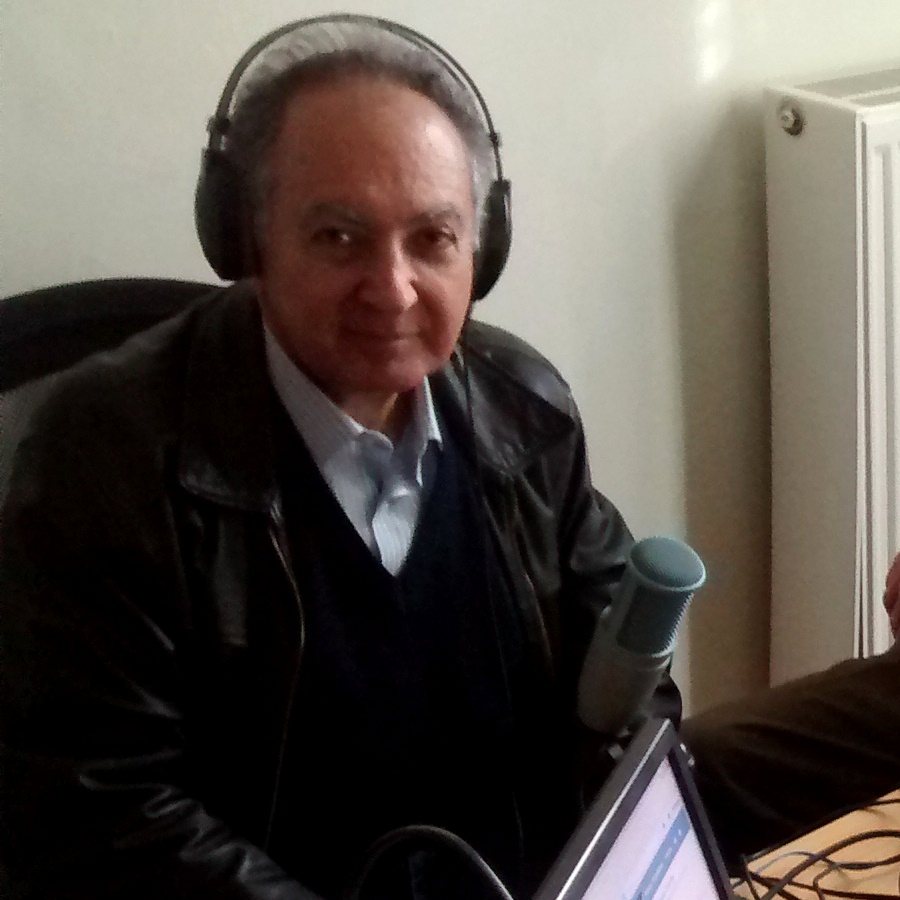
Paschalis Kitromilides

Paschalis M. Kitromilides, griechisch Πασχάλης Μ. Κιτρομηλίδης (* 5. November 1949 in Nikosia, Zypern) ist ein griechisch-zyprischer Politikwissenschaftler und Neogräzist und emeritierter Professor für Politikwissenschaft an der Universität Athen.

## Leben
Paschalis Kitromilides ist der Sohn der Philologen Michael und Magda Kitromilides. Nach dem Besuch des Panzyprischen Gymnasiums und dem Militärdienst in der Zyprischen Nationalgarde (1968–1969) ermöglichte ein Fulbright-Stipendium ihm ein Studium in den USA an der Wesleyan University, das er 1972 mit dem BA in Politikwissenschaft und moderner europäischer Geschichte abschloss. Er setzte seine Studien an der Harvard University bei Michael Walzer und Judith N. Shklar fort, zunächst 1975 mit einem MA, dann 1979 mit einem PhD in Politikwissenschaft mit einer Dissertation unter dem Titel: Tradition, Enlightenment and Revolution: Ideological Change in Eighteenth and Nineteenth Century Greece. Von 1978 bis 1985 war er in verschiedenen Funktionen an der Harvard University tätig.
1983 wurde er zum außerordentlichen Professor für Politikwissenschaft an der Universität Athen berufen, 1987 ebenda zum Ordentlichen Professor. Er lehrte außerdem an der Brandeis University (1987) und an der École des hautes études en sciences sociales, Paris, als Directeur d’Etudes invité (1990 und 2001). Er ist Visiting Fellow und Life Member der Clare Hall der Universität Cambridge seit 1990 und er war Visiting Fellow der Universität Oxford (1992–1993 und 1996, 1997). Er lehrte weiterhin als Senior Fellow am Europäischen Hochschulinstitut in Florenz (2009–2010) und als Gastprofessor am Zentrum für die italienische Renaissance der Harvard University, ebenfalls in Florenz (2011–2012). Er war außerdem von 1980 bis 1994 Nachfolger von Melpo Merlier in der Leitung des Zentrums für kleinasiatische Studien (Κέντρον Μικρασιατικών Σπουδών) und von 1995 Generalsekretär des Verwaltungsrates. Von 2000 bis 2012 war er Direktor des Instituts für neogriechische Forschungen des Nationalen Hellenischen Forschungszentrums Griechenlands.

## Werk
Kitromilides arbeitet vor allem zum politischen Denken und politischen Handeln des 18. Jahrhunderts unter besonderer Berücksichtigung von Thomas Hobbes, John Locke, Jean-Jacques Rousseau, Jeremy Bentham und John Stuart Mill, zum politischen Denken auf dem Balkan im 18. Jahrhundert, von Iosipos Moisiodax bis zu Rigas Velestinlis und zur Französischen Revolution sowie ihrem Einfluss auf Südosteuropa, zur Aufklärung und ihrem Einfluss auf den Balkan, insbesondere auf die neugriechische Aufklärung, zur politischen Geschichte Zyperns sowie zur christlichen Orthodoxie und ihrer Rolle in der Welt.

## Ehrungen
2018 erhielt den Preis der Akademie von Athen in Geschichts- und Gesellschaftswissenschaften. Am 6. Februar 2020 wurde er in die Akademie von Athen auf den Stuhl für Geschichte des politischen Denkens gewählt. Er hält Ehrendoktorate der Universität Bukarest (2013) und der Demokrit-Universität Thrakien. Er ist außerdem Ehrenmitglied des Institut d’Études Sud-Est Européennes, der Rumänischen Akademie (2011), Ritter des französischen Ordre des Palmes Académiques (2003) und Kommandeur des Ordens der Ehre der Republik Griechenland.

## Schriften (Auswahl)
- mit Constantinos Tsoukalas (Hrsg.): The Greek Revolution. A Critical Dictionary. Harvard University Press, Cambridge, Mass. 2021.
- Enlightenment and Religion in the Orthodox World. Voltaire Foundation, 2016.
- Νεότερη Πολιτική Θεωρία. Fünfte Auflage. Nomike Bibliotheke, Athen 2014.
- Enlightenment and Revolution. The Making of Modern Greece. Harvard University Press, 2013.
- Πολιτική Επιστήμη. Οι περιπέτειες μιας ιδέας. Polis, Athen 2013.
- Adamantios Korais and the European Enlightenment. Voltaire Foundation, 2010.
- John Locke, Δεύτερη Πραγματεία περί Κυβερνήσεως [Second Treatise of Government]. Introduction, translation, commentary by P. M. Kitromilides. Zweite Auflage. Polis, Athen 2010.
- An Orthodox Commonwealth. Symbolic Legacies and Cultural Encounters in Southeastern Europe. Variorum, 2007.
- Πολιτικοί στοχαστές των νεοτέρων χρόνων. Βιογραφικές και ερμηνευτικές προσεγγίσεις. Sechste Auflage, Πορεία, Athen 2007.
- An Orthodox Commonwealth. Symbolic Legacies and Cultural Encounters in Southeastern Europe (Variorum Collected Studies Series, Ashgate, 2007);
- Eleftherios Venizelos. The Trials of Statesmanship. Edinburgh University Press, 2006.
- Orthodoxy and the West. Reformation to Enlightenment. In: Cambridge History of Christianity, Volume 5: Eastern Christianity, hrsg. Michael Angold. Cambridge University Press, Cambridge 2006.
- Ιώσηπος Μοισιόδαξ. Οι συντεταγμένες της βαλκανικής σκέψης τον δέκατο όγδοο αιώνα. Zweite Auflage, Μορφωτικό Ίδρυμα Εθνικής Τραπέζης, Athen 2004.
- From Republican Polity to National Community. Reconsiderations of Enlightenment Political Thought. Voltaire Foundation, 2003.
- Κυπριακή Λογιοσύνη, 1571–1878. Κέντρο Επιστημονικών Ερευνών, Lefkosia 2002.
- (Gesamthrsg.): Ρήγα Βελεστινλή: Άπαντα τα σωζόμενα. The Greek Parliament, Athen 2000–2002.
- Η Γαλλική Επανάσταση και η Νοτιοανατολική Ευρώπη. Zweite Auflage, Πορεία, Athen 2000.
- Νεοελληνικός Διαφωτισμός. Οι πολιτικές και κοινωνικές ιδέες. Μορφωτικό Ίδρυμα Εθνικής Τραπέζης, Athen 1996, dritter Nachdruck 2009.
- Enlightenment, Nationalism, Orthodoxy. Variorum, Ashgate 1994.
- The Enlightenment as Social Criticism. Iosipos Moisiodax and Greek Culture in the Eighteenth Century. Princeton University Press, Princeton 1992.
- Το όραμα της ελευθερίας στην ελληνική κοινωνία. Από την πολιτική σκέψη στην πολιτική πράξη. Poreia, Athen 1992.